# برنت إتش لوند
برنت إتش لوند (بالنرويجية البوكمول: Bernt H. Lund)‏ هو دبلوماسي نرويجي، ولد في 14 أغسطس 1924.